# Death Rattle Boogie
 (octobre 2017).
Si vous disposez d'ouvrages ou d'articles de référence ou si vous connaissez des sites web de qualité traitant du thème abordé ici, merci de compléter l'article en donnant les références utiles à sa vérifiabilité et en les liant à la section « Notes et références ».
Albums de The Datsuns
Head Stunts
(2008) Deep Sleep
(2014)
Singles
1. Gold Halo 
Sortie : 2012

Death Rattle Boogie est le cinquième album du groupe de hard rock néo-zélandais The Datsuns.
Produit par les Datsuns et Nicke Andersson (en), ex-leader du groupe suédois The Hellacopters, il sort, au format CD digipack et double vinyle LP, sur le label Hellsquad Records en octobre 2012.

## Liste des titres
Toutes les chansons sont écrites et composées par The Datsuns.
| 1.    | Gods Are Bored     | 4:04 |
| 2.    | Gold Halo          | 4:02 |
| 3.    | Axethrower         | 4:11 |
| 4.    | Bullseye           | 3:10 |
| 5.    | Skull Full of Bone | 3:32 |
| 6.    | Shadow Looms Large | 3:14 |
| 7.    | Wander the Night   | 6:08 |
| 8.    | Helping Hands      | 2:35 |
| 9.    | Hole in Your Head  | 2:30 |
| 10.   | Fools Gold         | 2:46 |
| 11.   | Goodbye Ghosts     | 3:05 |
| 12.   | Colour of the Moon | 3:21 |
| 13.   | Brain Tonic        | 3:21 |
| 14.   | Death of Me        | 4:31 |
| 50:29 |                    |      |

| 15. | Don't You Try      |  |
| 16. | You're Not A Saint |  |

## Crédits
| - Christian Livingstone : guitare, orgue Hammond, piano - Ben Cole : batterie, percussions, chant - Philip Somervell : guitare, basse - Dolf DeBorst : guitare, basse, orgue Wurlitzer, chant Musiciens invités - Robert Pehrsson, Tobias Egge, Tomas "Fruttas" Eriksson : chœurs - Boba Fett : piano - Felix Lun : violon | - Production : Nicke Andersson, The Datsuns - Ingénierie : Jordan Stone, Nicke Andersson, Scott Newth, The Datsuns - Mixage : Chris "Frenchie" Smith, Fred Estby, Jordan Stone, Scott Newth, The Datsuns - Mastering : Henrik Jonsson - Artwork : Rekti at Manstrale - Photographie : Kath Gould |